# 日枝神社 (野田市東宝珠花)
日枝神社（ひえじんじゃ）は千葉県野田市の神社。

## 概略と沿革
創建年代は不明である。
当神社の鳥居は十三世将棋名人関根金次郎が寄進したものである。他にも関根が一万円を奉納した碑が立っている。少年時代の関根は腕白小僧で、たびたび賽銭箱から賽銭を失敬していたことに対する謝罪の意味が込められているという。

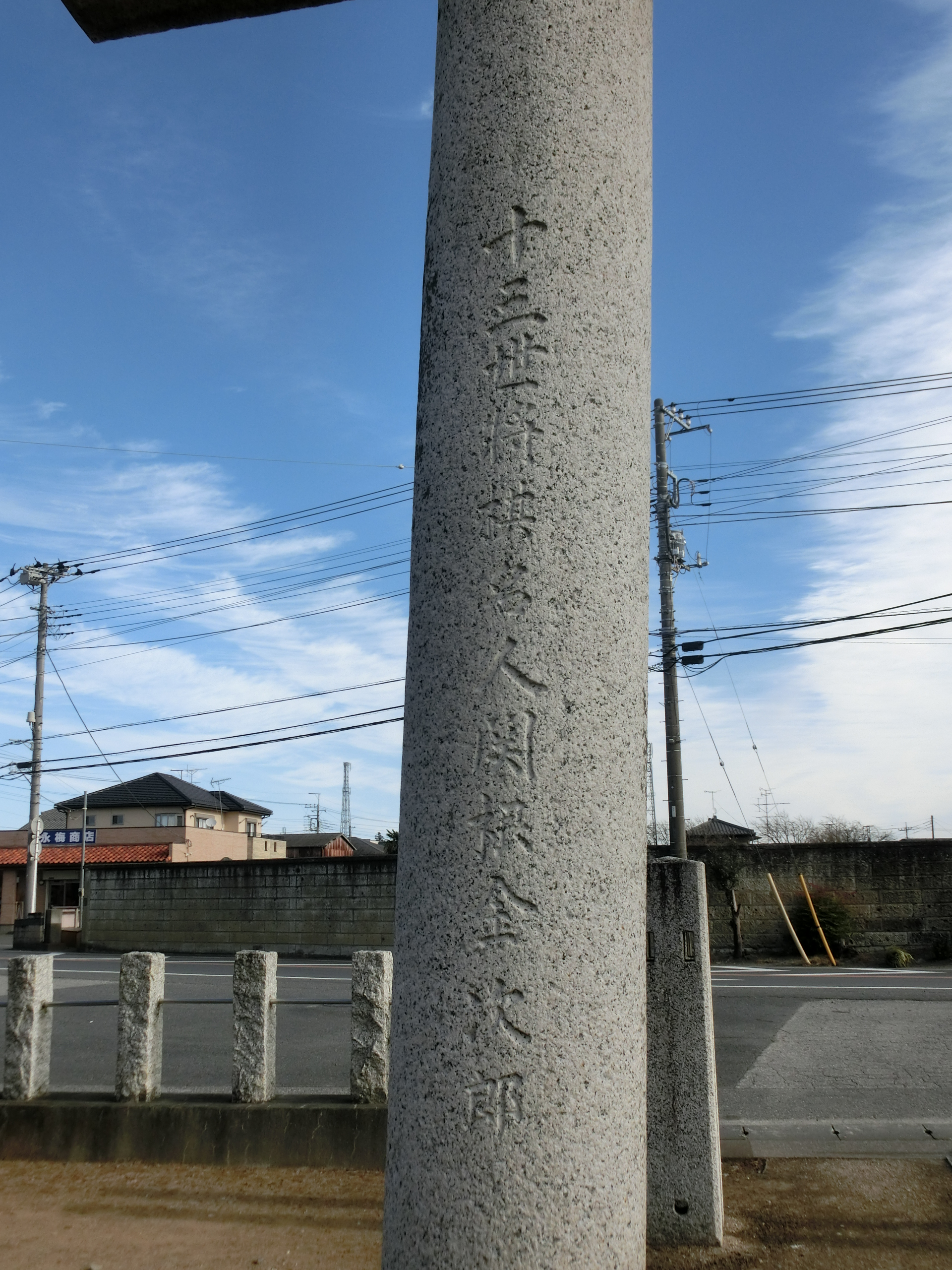
関根金次郎によって建てられた鳥居
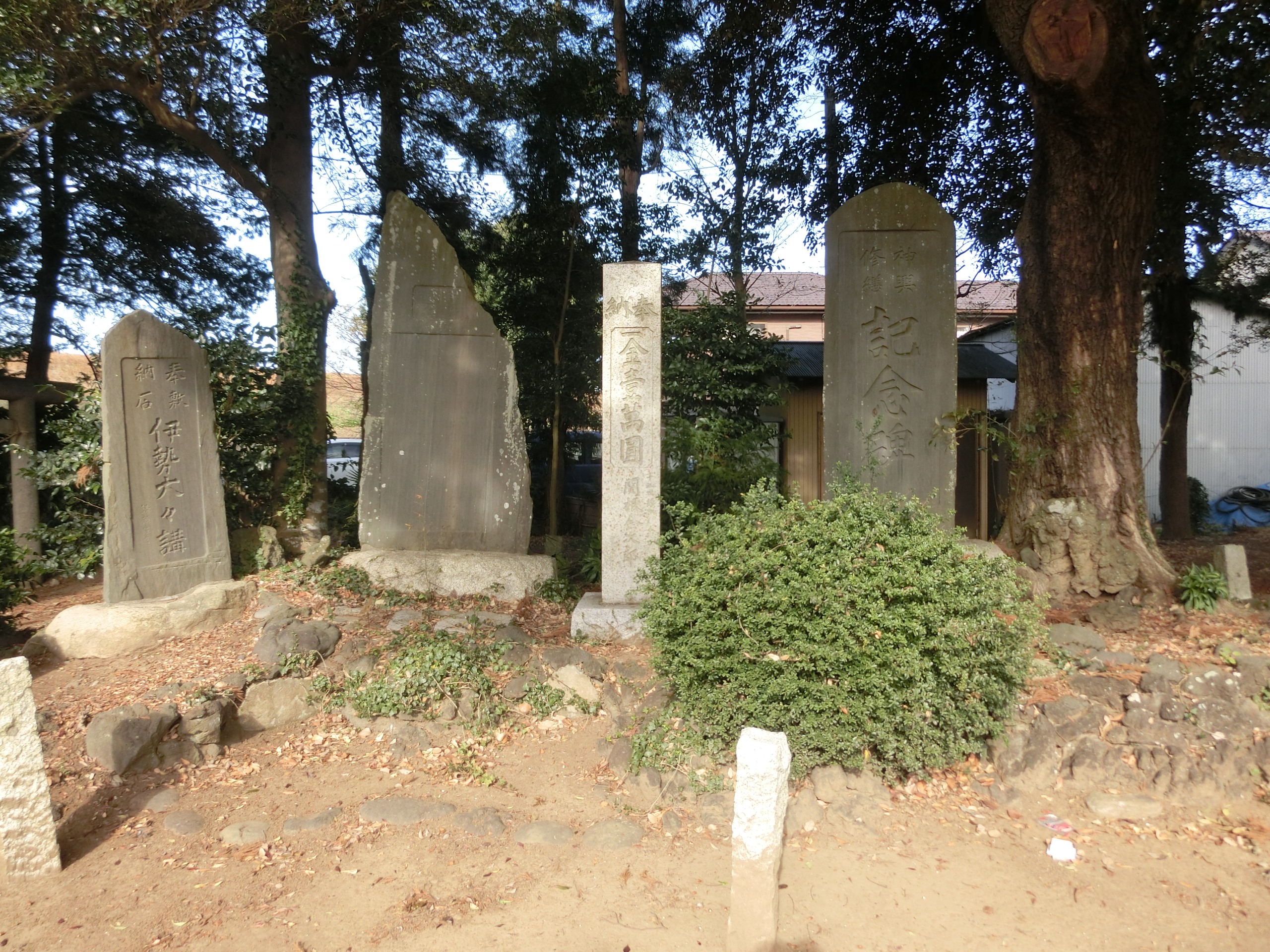
関根金次郎が一万円を寄付したことを記念する碑

## 交通アクセス
- まめバスいちいホールバス停留所で下車。